# Йонас, Петер
Пе́тер Йо́нас (нем. Peter Jonas, родился 18 июня 1941 года в Вене, Австрия) — фигурист из Австрии, бронзовый призёр чемпионатов Европы (1965 года), четырёхкратный чемпион Австрии (1961—1964 годов) в мужском одиночном катании.

## Биография
После окончания спортивной карьеры Йонас работал в качестве тренера в Дортмунде, Оберстдорфе и Вене. Тренировал Патрисию Неске, Симону Ланг, Астрид Хохтетер, Капи Йетгенс и Таню Шевченко.

## Спортивные достижения

### Мужчины
| Соревнования/Сезоны | 1957 | 1958 | 1959 | 1960 | 1961 | 1962 | 1963 | 1964 | 1965 |
| ------------------- | ---- | ---- | ---- | ---- | ---- | ---- | ---- | ---- | ---- |
| Зимние Олимпиады    |      |      |      | 13   |      |      |      | 7    |      |
| Чемпионаты мира     |      | 16   |      | 10   |      | 9    | 6    | 7    | 8    |
| Чемпионаты Европы   | 13   | 9    | 7    | 6    | 4    | 4    | 4    | 5    | 3    |
| Чемпионаты Австрии  |      |      |      |      | 1    | 1    | 1    | 1    |      |